# Dorade (constellation)
Dorado
Pour les articles homonymes, voir Dorade.
La Dorade est une constellation de l'hémisphère sud. Seules ses étoiles les plus au nord peuvent être aperçues au-dessus de 20° de latitude nord et elle s'étend quasiment jusqu'au pôle sud céleste.
La Dorade est très peu lumineuse. Aucune de ses étoiles ne dépasse la quatrième magnitude.
L'objet le plus notable de la Dorade est le Grand Nuage de Magellan, atteignant, lui, la magnitude 0,1.

## Histoire
La Dorade est l'une des 11 constellations inventées par les navigateurs néerlandais Pieter Dirkszoon Keyser et Frederick de Houtman entre 1595 et 1597. Elle fut popularisée par Johann Bayer lors de la publication de son Uranometria en 1603. Sa disposition tout en longueur rappelle également le « poisson-épée », comme elle est parfois appelée.
Elle a également été répertoriée sous le nom de l' « espadon » ou encore du « requin » au cours de l'histoire.

## Observation des étoiles

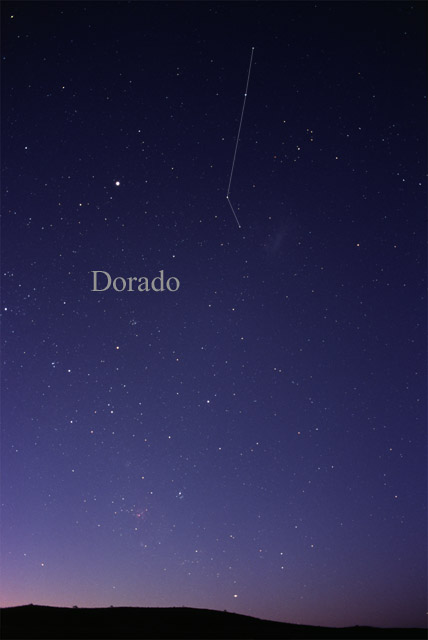
Constellation de la Dorade.

Visibilité nocturne de la constellation.

### Localisation de la constellation
La Dorade se trouve à mi-chemin entre Canopus, de la Carène, et Achernar, terminus de la rivière Éridan. Elle est un peu plus faible que sa voisine le Réticule.

### Grand nuage de Magellan
Le principal intérêt de cette zone est le Grand Nuage de Magellan, au sud de la constellation (et à cheval sur la limite avec la Table).
La nébuleuse de la Tarentule est également visible à l'œil nu, au milieu du Nuage.

## Étoiles principales

### αDoradus
α Doradus, n'atteint que la magnitude 3,30. Elle est pourtant facile à trouver, se situant à une douzaine de degrés de Canopus (α Carinae) dans une région particulièrement pauvre en étoiles.
Éloignée de près de 180 années-lumière, α Doradus est une étoile bleutée de type spectral A0, 120 fois plus brillante que le Soleil. Elle est également légèrement variable (de type α² Canum Venaticorum), passant de la magnitude 3,26 à la magnitude 3,30 en 2,95 jours.

### γDoradus
γ Doradus est une étoile légèrement variable, sa magnitude variant de quelques pourcents entre 4,23 et 4,27 sur deux périodes successives de 17,5 et 18,1 heures. Ce comportement ressemble aux variables de type δ Scuti, mais la température de γ Dor (7 000 K) est trop faible pour répondre au même mécanisme.

### R136a1
R136a1 est une étoile Wolf-Rayet bleutée qui aurait une masse d'environ 315 M☉, ce qui en fait l'étoile la plus massive connue de l'univers observable. Elle a également une température sept fois plus élevée que le Soleil, et avec une luminosité qui est 8 700 000 fois supérieure à celle du Soleil, c'est également l'étoile la plus lumineuse connue.

### Autres étoiles
β Dorarus est une variable céphéide, évoluant entre les magnitudes 3,46 et 4,08 en 9,8426 jours.
R Doradus est une variable semi-régulière, dont la magnitude passe de 4,8 à 6,6 sur une période d'environ 338 jours.

## Objets célestes
L'objet le plus notable de la Dorade est le Grand Nuage de Magellan (dont une partie se trouve également dans la constellation de la Table), une galaxie irrégulière satellite de notre Voie lactée, distante de 170 000 années-lumière et atteignant la magnitude 0,1.
La Dorade contient également la nébuleuse NGC 2070, également nommée Nébuleuse de la Tarentule. Cataloguée tout d'abord comme une étoile (30 Doradus), elle fut reconnue comme une nébuleuse par Nicolas-Louis de Lacaille en 1751-1752. Il s'agit d'une partie du Grand Nuage de Magellan, d'un diamètre d'un millier d'années-lumière, hébergeant une douzaine de supergéantes en son centre.
Par ailleurs, le pôle sud de l'écliptique est situé dans la constellation, près du Grand Nuage.